# Кристин Сигурдсдатер
Кристин Сигурдсдатер (на старонорвежки: Kristin Sigurðardóttir; * ок. 1125, † 1178) е норвежка принцеса.

## Живот
Дъщеря е на крал Сигурд I Кръстоносеца и Малмфрид, дъщерята на великия княз на Киевска Рус Мстислав I.
Кристин става наложница на Сигурд II Мюн, на когото ражда син Харалд, екзекутиран по-късно от поддръжниците на другия ѝ син Магнус V, тъй като потеклото му го правело потенциален претендент за трона.
След смъртта на Сигурд Мюн Кристин се омъжва за ярл Ерлинг Скаке, норвежки благородник, на когото ражда син – бъдещия крал на Норвегия Магнус V Ерлингсон.